# Sandy Nuttgens
Alexander „Sandy“ P. Nuttgens (* 1964 in East Riding of Yorkshire) ist ein britischer Komponist.

## Biografie
Alexander Nuttgens ist der Sohn des britischen Architekten Patrick Nuttgens und jüngerer Bruder des Kameramannes Giles Nuttgens. Er ist mit der Schauspielerin und Synchronsprecherin Claire Lacey verheiratet, mit der er drei gemeinsame Kinder hat. Er begann seine Musikkarriere mit dem Komponieren von Werbespots und Filmdokumentationen, bevor er ab Mitte der 1990er Jahre vereinzelt für Fernsehserien Musik schrieb. Seitdem war Nuttgens vor allen Dingen als Komponist für historische Fernsehdokumentationen wie Diana’s Legacy, Queen Victoria’s Men und Queen Victoria’s Last Love und Fernsehserien wie Meine Eltern, die Aliens und zuletzt Big and Small tätig.

## Filmografie (Auswahl)

### Film
- 2002: Edwardian Britain: A History in Photographs
- 2003: The Queen’s Lost Uncle
- 2004: Diana's Legacy
- 2004: Pilate: The Man Who Killed Christ
- 2004: Who Killed Thomas Becket?
- 2005: The Big Heist
- 2006: Churchill's Girl
- 2007: The Rise and Fall of Tony Blair
- 2008: Queen Victoria’s Men
- 2009: The Execution of Gary Glitter
- 2012: Queen Victoria’s Last Love

### Serie
- 2001–2006: Meine Eltern, die Aliens (My Parents Are Aliens, Fernsehserie, 73 Folgen)
- 2006–2011: Dispatches (drei Folgen)
- 2001: Big and Small (sieben Folgen)